# Hermione Gingold

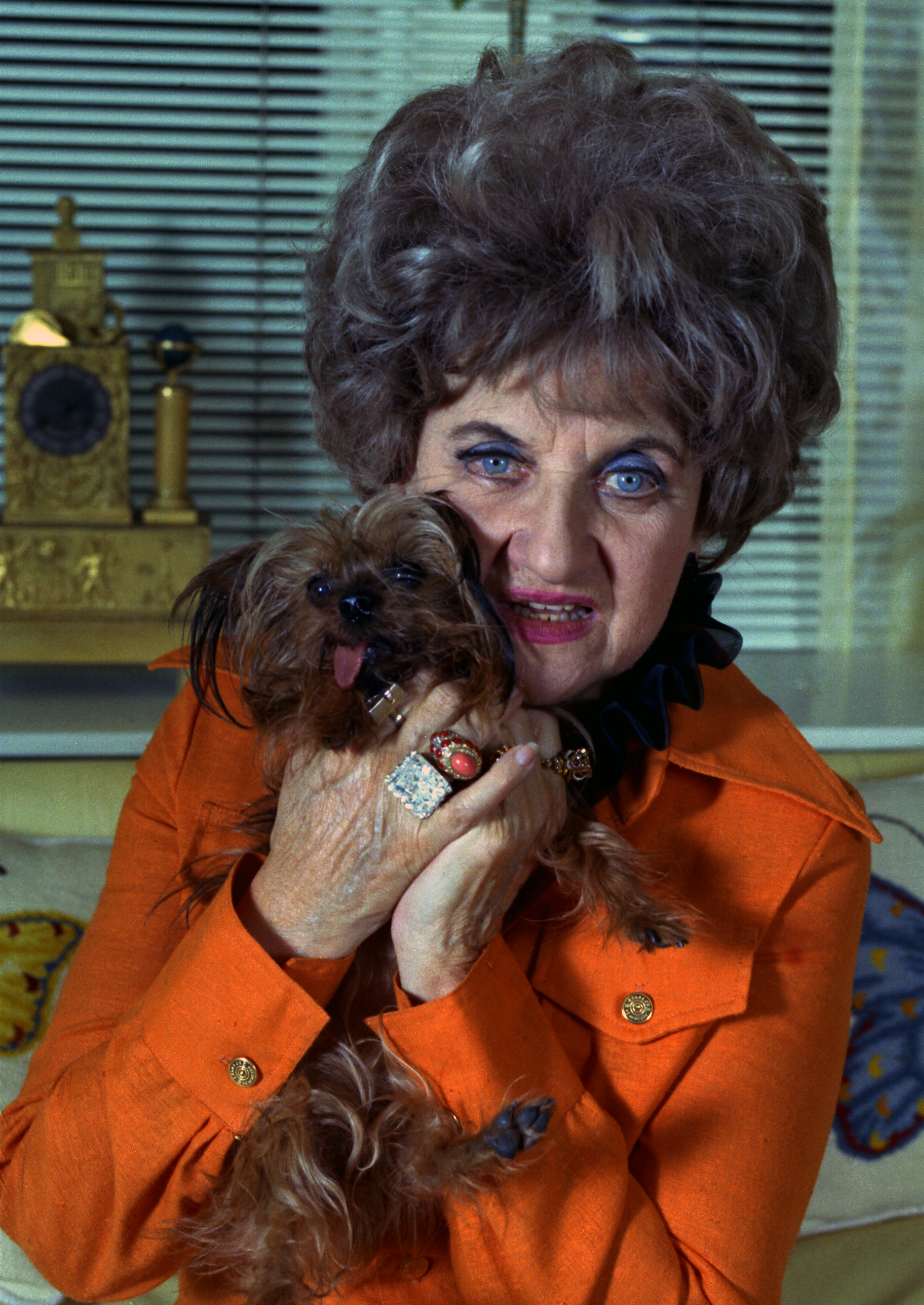
Hermione Gingold (1973)

Hermione Ferdinanda Gingold (* 9. Dezember 1897 in London; † 24. Mai 1987 in New York City) war eine britische Schauspielerin.

## Leben
Die Tochter eines Österreichers und einer Engländerin gab ihr Bühnendebüt 1908 am His Majesty’s Theatre in dem Stück Pinkie and the Fairies. Sie spielte unter anderem Jessica in Der Kaufmann von Venedig und Cassandra in Troilus und Cressida. In den 1930er Jahren entwickelte sie sich immer mehr zur temperamentvollen, komödiantischen Darstellerin an Revue- und Musikbühnen in London und New York.
Sie verkörperte redselige Mütter, Schwiegermütter, Großmütter, Damen von Welt, Heiratsvermittlerinnen und Puffmütter. In dieser Art waren auch ihre Filmrollen. Für ihre Rolle der Madame Alvarez in der Musical-Verfilmung Gigi mit Leslie Caron erhielt sie 1959 als beste Nebendarstellerin einen Golden Globe Award.
Sie war von 1926 bis 1940 (nach anderen Quellen: bis 1945; Scheidung) mit dem britischen Entertainer, Autor und Fernsehproduzenten Albert Eric Maschwitz verheiratet.

## Filmografie (Auswahl)
- 1931: Dance Pretty Lady
- 1937: Merry Comes to Town
- 1952: Mr. Pickwick (The Pickwick Papers)
- 1953: Cosh Boy
- 1956: In 80 Tagen um die Welt (Around the World in Eighty Days)
- 1958: Gigi
- 1958: Meine Braut ist übersinnlich (Bell Book and Candle)
- 1960: Alfred Hitchcock präsentiert (Alfred Hitchcock Presents, Fernsehserie, Folge The Schartz-Metterklume Method)
- 1961: Ein Mann geht seinen Weg (The Naked Edge)
- 1962: Music Man (The Music Man)
- 1964: So bändigt man Eva (I'd Rather Be Rich)
- 1965: Harvey Middleman, Feuerwehrmann (Harvey Middleman, Fireman)
- 1965: Versprich ihr alles (Promise Her Anything)
- 1966: Gespensterparty (Munster, Go Home!)
- 1967: Tolldreiste Kerle in rasselnden Raketen (Jules Verne’s Rocket to the Moon)
- 1968: Ihr Auftritt, Al Mundy (It Takes a Thief, Fernsehserie, Folge The Lay of the Land)
- 1970: Der Chef (Ironside, Fernsehserie, 2 Folgen)
- 1977: Das Lächeln einer Sommernacht (A Little Night Music)
- 1981: Trapper John, M.D. (Fernsehserie, Folge Mother Dearest)
- 1982: Amy and the Angel (Fernsehfilm)
- 1983: Hotel (Fernsehserie, Folge Charades)
- 1984: How to Be a Perfect Person in Just Three Days (Fernsehfilm)
- 1984: Die Göttliche (Garbo Talks)